# Уильямс, Рис (валлийский актёр)
Рис Уильямс (англ. Rhys Williams), имя при рождении Рис Иорверт Уильямс (англ. Rhys Iorwerth Williams; 31 декабря 1897 — 28 мая 1969) — британский актёр валлийского происхождения, известный по ролям в театре, кино и на телевидении США в 1930—1960-е годы.
Уильямс сыграл в двух фильмах, которые завоевали «Оскары» в номинации лучшая картина — «Как зелена была моя долина» (1941) и «Миссис Минивер» (1942). Он появился ещё в трёх фильмах, которые номинировались на «Оскар» как лучшая картина — «Плоды случайности» (1942), «Колокола Святой Марии»(1945) и «Юлий Цезарь» (1953). Всего за свою карьеру Уильямс исполнил роли второго плана почти в 80 фильмах, среди которых были также «Джентльмен Джим» (1942), «Кукуруза зелена» (1945), «Винтовая лестница» (1946), «Дочь фермера» (1947), «Врата дьявола» (1950), «Джонни Гитара» (1955) и «Сыновья Кэти Элдер» (1965)

## Ранние годы и начало карьеры
Рис Уильямс родился 31 декабря 1897 года в Клайдахе, Суонси, Уэльс, Великобритания. Уильямс вырос в Уэльсе и с детства был хорошо знал шахтёрскую жизнь этого региона.
Он начал свою карьеру на британской сцене, гастролируя по стране с различными шекспировскими театральными труппами, и даже одно время играл в знаменитом театре «Глобус».

## Театральная карьера
В 1930 году Уильямс перебрался на бродвейскую сцену, где за девятнадцать лет сыграл в тринадцати спектаклях, среди которых «Алиса в стране чудес» (1930—1931), «Ричард II» (1937), «Гамлет» (1938—1939), «Генрих IV, часть I» (1939), «Гамлет» (1939—1940), «Ричард II» (1940), «Кукуруза зелена» (1940—1942), «Утренняя звезда» (1942), «Линия жизни» (1942), «Гарриет» (1943—1944), «Цыплёнок каждое воскресенье» (1944—1945), «Мистер Пиблз и мистер Хукер» (1946) и «Крупнейший вор в городе» (1949).

## Кинематографическая карьера
Кинематографическая карьера Уильямса началась довольно неожиданно. В 1941 году режиссёр Джон Форд готовился к съёмкам семейной мелодрамы «Как зелена была моя долина» (1941), действие которой происходит в сельском шахтёрском посёлке в Уэльсе. Так как в составе творческой группы не было ни одного валлийца, Форд пригласил Уильямса в качестве постановщика речи и технического советника. Режиссёру настолько понравилась работа Уильямса, что в итоге он дал ему в фильме роль валлийского боксёра Дая Брандо. Очень быстро «лысеющий, курносый Уильямс» стал востребованным характерным актёром в Голливуде."Коренастый, жизнерадостный Уильямс" получал роли во всех типах фильмов — в экшнах, детективах, вестернах и мюзиклах.
В 1942 году Уильямс сыграл в восьми фильмах, среди которых оскароносная мелодрама военного времени режиссёра Уильяма Уайлера «Миссис Минивер» (1942), романтическая мелодрама Мервина Лероя «Плоды случайности» (1942), в обоих фильмах главную роль сыграла Грир Гарсон. В том же году вышли спортивная драма Рауля Уолша «Джентльмен Джим» (1942) с участием Эррола Флинна, военная мелодрама Анатоля Литвака «Превыше всего» (1942) с участием Тайрона Пауэра и Джоан Фонтейн и военная драма Артура Любина «Орлиная эскадрилья» (1942). Сыграв небольшую роль в романтической комедии «Не время для любви» (1943), Уильямс на время вернулся к театральной карьере.
По возвращении в Голливуд в 1945 году Уильямс получил роли в пяти фильмах, среди которых комедийная мелодрама о борьбе за сохранение католической школы «Колокола Святой Марии» (1945) с участием Бинга Кросби и Ингрид Бергман, а также политический триллер с Джеймсом Кэгни и Сильвией Сидни «Кровь на солнце» (1945), действие которого происходит накануне Второй мировой войны в Японии. В этой картине Уильямс сыграл одну из редких для себя отрицательных ролей продажного американского репортёра в Токио, который получает деньги от японского правительства. В том же году вышла драма Ирвинга Рэппера «Кукуруза зелена» (1945), повествующая об английской учительнице мисс Моффат (Бетт Дейвис), которая пытается привнести образование и культуру в жизнь забитого и безграмотного шахтёрского городка в Уэльсе. В этой картине Уильямсу досталась одна из важнейших ролей местного священника, который помогает мисс Моффат в её преобразованиях. Кроме того, Уильямс исполнил одну из главных ролей в фильме нуар Уильяма Касла «Голос Свистуна» (1945), представ в образе доброго таксиста и бывшего боксёра, который пытается помочь найти новый путь в жизни умирающему миллионеру (Ричард Дикс).
Год спустя Уильямс сыграл роль слуги в усадьбе в готическом нуарном хорроре Роберта Сиодмака «Винтовая лестница» (1946), священника в нуарной исторической мелодраме Эдгара Ульмера «Странная женщина» (1946), главные роли в которой исполнили Хэди Ламарр и Джордж Сэндерс, а также эксцентричного художника в романтической комедии «Так идёт моя любовь» (1946) с участием Мирны Лой и Дона Амичи. В 1947 году у Уильямса была небольшая роль вороватого сельского маляра в комедии «Дочь фермера» (1947) с Лореттой Янг, он также сыграл в драме предвоенного времени «Если придёт зима» (1947) с Уолтером Пиджоном и Деборой Керр, а также предстал в образе сержанта полиции в готическом нуаре с Пегги Камминс и Виктором Мэтьюром «Мускусная роза» (1947).
Ещё через год Уильямс сыграл в историческом приключенческом экшне с Луисом Хэйуордом «Чёрная стрела» (1948), а также в мелодраме «Ангел с Десятой авеню» (1948). Среди пяти фильмов Уильямса в 1949 году была комедия по мотивам Николая Гоголя «Ревизор» (1949), действие которой происходит в городе Бродни неназванной восточноевропейской страны. В этой картине Уильямс сыграл настоящего ревизора, который появляется ближе к концу картины, назначая псевдоревизора Георги (Дэнни Кей) как наименее коррумпированного персонажа новым мэром города.
На рубеже 1940—1950-х годов Уильямс сыграл в трёх значимых фильмах нуар. В фильме нуар «Токийский Джо» (1949) с Хамфри Богартом, действие которого происходит в послевоенном Токио, Уильямс сыграл роль американского полковника. В другом фильме нуар «Преступный путь» (1949) Уильямс предстал в образе лейтенанта полиции, который вместе с бывшим гангстером, ставшим героем войны, но частично потерявшим память (Джон Пейн) громит преступную банду в Лос-Анджелесе. Кинокритик «Нью-Йорк Таймс» Томас Прайор в своей рецензии на фильм отметил хорошую игру Уильямса наряду с некоторыми другими актёрами второго плана. В фильме нуар «Распрощайся с завтрашним днём» (1950) с Джеймсом Кэгни в роли патологически опасного бандита Уильямс сыграл роль мелкого преступника, который сначала помогает бандиту бежать из тюрьмы и скрыться, а затем, видя его жестокость, сдаёт полиции. В 1949—1950 годах Уильямс появился также в нескольких вестернах, среди них «Сражающийся человек с равнин» (1949) с Рэндольфом Скоттом, «Врата дьявола» (1950) с Робертом Тейлором, «Решающий поединок» (1950) с Биллом Эллиотом и «Калифорнийский проход» (1950) с Форрестом Такером.
В 1951 году Уильямс сыграл священника в фильме нуар Кинга Видора «Молния бьёт дважды» (1951), а также получил роли в фильме нуар с Дейном Кларком «Никогда не доверяй игроку» (1951) и в романтической комедии с Грир Гарсон «Закон и леди» (1951). В 1952 году у Уильямса было несколько значимых фильмов, среди которых приключенческие исторические мелодрамы «Плимутское приключение» (1952) со Спенсером Трейси и Джин Тирни, «Мир в его руках» (1952) с Грегори Пеком и Энтони Куинном, историческая драма по роману Виктора Гюго «Отверженные» (1952) и биографическая драма с Джеймсом Стюартом «Карбин Уильямс» (1952). Затем Уильямс исполнил роль Люцилия в исторической драме Джозефа Манкевича по трагедии Уильяма Шекспира «Юлий Цезарь» (1953), главные роли в которой сыграли Луи Кэлхерн, Марлон Брандо и Джеймс Мейсон. Он также сыграл роль пожилого неудачливого лондонского бизнесмена, в доме которого снимает квартиру маньяк, в фильме нуар «Человек на чердаке» (1953) с Джеком Пэлансом в главной роли. В том же году Уильямс сыграл в мелодраме «Скандал в Скори» (1953) с Грир Гарсон и Уолтером Пиджоном.
Ещё год спустя Уильямс сыграл в вестерне «Джонни Гитара» (1954), известном острой бескомпромиссной дуэлью своих героинь в исполнении Джоан Кроуфорд и Мерседес Маккембридж, а также появился в мюзикле с участием Мерилин Монро «Нет такого бизнеса, как шоу-бизнес» (1954), а также в рыцарской драме с участием Тони Кёртиса «Черный щит Фолуорта» (1954). В 1955 году у Уильямса были роли в вестерне Берта Ланкастера «Человек из Кентукки» (1955) и в военной мелодраме Рауля Уолша с Ваном Хефлином «Боевой клич» (1955), комедийном вестерне с Робертом Тейлором «Впереди — переправы» (1955) и в исторической приключенческой драме с Корнелом Уайлдом и Энн Фрэнсис «Алый жакет» (1955).
В 1956 году Уильямс получил роли в вестерне «Самое быстрое оружие» (1956) с Гленном Фордом и Джинн Крейн, а также в фильме нуар «Ночной кошмар» (1956) с Эдвардом Робинсоном и политической нуарной драме с Джоном Пейном «Босс» (1956), где сыграл прогрессивного редактора местной газеты, ведущего борьбу с коррупцией в городской власти. После 1957 года самыми значительными картинами Уильямса стали романтическая военная мелодрама с участием Элизабет Тейлор и Монтгомери Клифта «Округ Рэйнтри» (1957), мюзикл с Дэнни Кеем «Весёлый Эндрю» (1958), триллер с Дорис Дэй «Полуночное кружево» (1960), вестерн с Джоном Уэйном и Дином Мартином «Сыновья Кэти Элдер» (1965) и приключенческий комедийный экшн с Джеймсом Коберном и Ли Джей Коббом «Парень по кличке Флинт» (1966). Последний фильм актёра — приключенческая лента «Надувательство» (1970) — вышел уже после его смерти.

## Карьера на телевидении
В период с 1950 по 1969 год Уильямс появился в 102 эпизодах 66 различных телесериалов, среди которых «Приключения Супермена» (1953), «Освободите место для папочки» (1953), «Миллионер» (1955), «Порт» (1955), «Альфред Хичкок представляет» (1957), «Перри Мейсон» (1958), «Речная лодка» (1959), «Стрелок» (1959—1960), «Питер Ганн» (1960), «Бонанза» (1960), «Бэт Мастерсон» (1960), «Мэверик» (1960), «Караван повозок» (1958—1962), «Доктор Килдэр» (1963), «Сансет-Стрип, 77» (1964), «ФБР» (1966), «Миссия невыполнима» (1967), Шоу Энди Гриффита (1967), «Захватчики» (1967) и «Менникс» (1969).

## Личная жизнь
С 1933 года и вплоть до своей смерти в 1969 году Уильямс был женат на Элизабет Айрин «Элси» Дворак (англ.  Elisabeth Irene «Elsie» Dvorak), у пары было трое детей. Их первый сын умер вскоре после рождения в 1941 году.

## Смерть
Рис Уильямс умер 28 мая 1969 года в Санта-Монике, Калифорния в возрасте 71 года после непродолжительной болезни.

## Фильмография
| Год         |    | Русское название                    | Оригинальное название                  | Роль                                           |
| ----------- | -- | ----------------------------------- | -------------------------------------- | ---------------------------------------------- |
| 1941        | ф  | Как зелена была моя долина          | How Green Was My Valley                | Дэй Бэндо                                      |
| 1942        | ф  | Каир                                | Cairo                                  | странный человек                               |
| 1942        | ф  | Орлиная эскадрилья                  | Eagle Squadron                         | сержант Джонс                                  |
| 1942        | ф  | Джентльмен Джим                     | Gentleman Jim                          | Гарри Уотсон                                   |
| 1942        | ф  | Миссис Минивер                      | Mrs. Miniver                           | Хорас                                          |
| 1942        | ф  | Плоды случайности                   | Random Harvest                         | Сэм                                            |
| 1942        | ф  | Помни Пёрл-Харбор                   | Remember Pearl Harbor                  | сеньор «Энди» Андерсон                         |
| 1942        | ф  | Подпольный агент                    | Underground Agent                      | Генри Миллер                                   |
| 1942        | ф  | Превыше всего                       | This Above All                         | сержант (в титрах не указан)                   |
| 1943        | ф  | Не время для любви                  | No Time for Love                       | Клэнси (в титрах не указан)                    |
| 1945        | ф  | Колокола Святой Марии               | The Bells of St. Mary's                | доктор Маккей                                  |
| 1945        | ф  | Кровь на солнце                     | Blood on the Sun                       | Джозеф Кассел                                  |
| 1945        | ф  | Кукуруза зелена                     | The Corn Is Green                      | мистер Джонс                                   |
| 1945        | ф  | Голос Свистуна                      | Voice of the Whistler                  | Эрни Спэрроу                                   |
| 1945        | ф  | Ты пришёл                           | You Came Along                         | полковник Стаббс                               |
| 1946        | ф  | Вот те крест                        | Cross My Heart                         | обвинитель                                     |
| 1946        | ф  | Так идёт моя любовь                 | So Goes My Love                        | Мэйджел                                        |
| 1946        | ф  | Винтовая лестница                   | The Spiral Staircase                   | мистер Оутс                                    |
| 1946        | ф  | Странная женщина                    | The Strange Woman                      | дьякон Адамс                                   |
| 1946        | ф  | Дама, далекая от совершенства       | The Imperfect Lady                     | инспектор Карстон                              |
| 1947        | ф  | Мускусная роза                      | Moss Rose                              | заместитель инспектора Эванс                   |
| 1947        | ф  | Бог дал, Бог взял                   | Easy Come, Easy Go                     | священник                                      |
| 1947        | ф  | Дочь фермера                        | The Farmer's Daughter                  | Адольф Петри                                   |
| 1947        | ф  | Если придет зима                    | If Winter Comes                        | мистер Брайт                                   |
| 1947        | ф  | Проблемы с женщинами                | The Trouble with Women                 | судья                                          |
| 1948        | ф  | Черная стрела                       | The Black Arrow                        | Беннет Хэтч                                    |
| 1948        | ф  | Родные холмы                        | Hills of Home                          | мистер Милтон                                  |
| 1948        | ф  | Ангел с Десятой авеню               | Tenth Avenue Angel                     | Слепой Мак                                     |
| 1949        | ф  | Плохой парень                       | Bad Boy                                | Арнольд Строун                                 |
| 1949        | ф  | Преступный путь                     | The Crooked Way                        | лейтенант Джо Уильямс                          |
| 1949        | ф  | Сражающийся человек с равнин        | Fighting Man of the Plains             | Чандлер Лич                                    |
| 1949        | ф  | Ревизор                             | The Inspector General                  | ревизор                                        |
| 1949        | ф  | Токийский Джо                       | Tokyo Joe                              | полковник Далгрен                              |
| 1950        | ф  | Калифорнийский путь                 | California Passage                     | Джон Норрис                                    |
| 1950        | ф  | Врата дьявола                       | Devil's Doorway                        | Скотти Макдугалл                               |
| 1950        | ф  | Распрощайся с завтрашним днём       | Kiss Tomorrow Goodbye                  | Вик Мейсон                                     |
| 1950        | ф  | Слишком много                       | One Too Many                           | Майкл Х. «Салли» Салливан                      |
| 1950        | ф  | Решающий поединок                   | The Showdown                           | Чоукчерри                                      |
| 1950        | ф  | Морской тиран                       | Tyrant of the Sea                      | капитан Уильям Блейк                           |
| 1950        | с  | Театр «Бигелоу»                     | The Bigelow Theatre                    | (1 эпизод)                                     |
| 1951        | ф  | Закон и леди                        | The Law and the Lady                   | инспектор Макгроу                              |
| 1951        | ф  | Лёгкое прикосновение                | The Light Touch                        | мистер Макуэйд                                 |
| 1951        | ф  | Молния бьет дважды                  | Lightning Strikes Twice                | отец Пол                                       |
| 1951        | ф  | Погоня за миллионом долларов        | Million Dollar Pursuit                 | Ваксман «Вакси» Уилк                           |
| 1951        | ф  | Никогда не доверяй азартному игроку | Never Trust a Gambler                  | сержант полиции Квентин Макклой                |
| 1951        | ф  | Сын доктора Джекилла                | The Son of Dr. Jekyll                  | Майклс, дворецкий                              |
| 1951        | ф  | Меч Монте-Кристо                    | The Sword of Monte Cristo              | мэр Варена                                     |
| 1952        | ф  | Карабин Уильямса                    | Carbine Williams                       | Редвик Карсон                                  |
| 1952        | ф  | Отверженные                         | Les Miserables                         | Бреве                                          |
| 1952        | ф  | Мятеж                               | Mutiny                                 | Редлегз                                        |
| 1952        | ф  | Окинава                             | Okinawa                                | Робби Роберг                                   |
| 1952        | ф  | Мир в его руках                     | The World in His Arms                  | Эбен Клеггетт                                  |
| 1952        | ф  | Плимутское приключение              | Plymouth Adventure                     | мистер Вестон (в титрах не указан)             |
| 1952        | с  | Первая студия                       | Studio One                             | (1 эпизод)                                     |
| 1952— 1955  | с  | Театр четырёх звёзд                 | Four Star Playhouse                    | разные роли (6 эпизодов)                       |
| 1952— 1955  | с  | Кавалькада Америки                  | Cavalcade of America                   | разные роли (5 эпизодов)                       |
| 1953        | ф  | Плохие друг для друга               | Bad for Each Other                     | доктор Лесли М. Скоби                          |
| 1953        | ф  | Юлий Цезарь                         | Julius Caesar                          | Люцилий                                        |
| 1953        | ф  | Встретимся на ярмарке               | Meet Me at the Fair                    | Пит Маккой                                     |
| 1953        | ф  | Скандал на Скори                    | Scandal at Scourie                     | Билл Суэйзи                                    |
| 1953        | ф  | Человек на чердаке                  | Man in the Attic                       | Уильям Харли                                   |
| 1953        | с  | Семейный театр                      | Family Theatre                         | (1 эпизод)                                     |
| 1953        | с  | Приключения Супермена               | Adventures of Superman                 | Мэйси Тейлор (1 эпизод)                        |
| 1953        | с  | Освободите место для папочки        | Make Room for Daddy                    | Джерри Харрис (1 эпизод)                       |
| 1953        | с  | Топпер                              | Topper                                 | дядя Джонатан (1 эпизод)                       |
| 1953        | с  | Закон это я                         | I'm the Law                            | (1 эпизод)                                     |
| 1953        | с  | Витрина вашего ювелира              | Your Jeweler's Showcase                | (1 эпизод)                                     |
| 1953 — 1957 | с  | Театр звезд «Шлитца»                | Schlitz Playhouse of Stars             | разные роли (4 эпизода)                        |
| 1953 — 1961 | с  | Театр «Дженерал Электрик»           | General Electric Theater               | разные роли (6 эпизодов)                       |
| 1954        | ф  | Черный щит Фолуорта                 | The Black Shield of Falworth           | Диккон Боуман                                  |
| 1954        | ф  | Джонни Гитара                       | Johnny Guitar                          | мистер Эндрюс                                  |
| 1954        | ф  | Нет лучше бизнеса, чем шоу-бизнес   | There's No Business Like Show Business | отец Дайнин                                    |
| 1954        | с  | Театр у камина                      | Fireside Theatre                       | разные роли (3 эпизода)                        |
| 1954        | с  | Приключения Сокола                  | Adventures of the Falcon               | Рокки Найт / полковник Хилл (1 эпизод)         |
| 1954        | с  | Театр «Медальон»                    | Medallion Theatre                      | (1 эпизод)                                     |
| 1954        | с  | Одинокий волк                       | The Lone Wolf                          | доктор Глопиус (1 эпизод)                      |
| 1955        | ф  | Боевой клич                         | Battle Cry                             | Энох Роджерс                                   |
| 1955        | ф  | Как быть очень, очень популярным    | How to Be Very, Very Popular           | Седрик Флэгг                                   |
| 1955        | ф  | Человек из Кентукки                 | The Kentuckian                         | констебль                                      |
| 1955        | ф  | Король и вор                        | The King's Thief                       | Тёрнки                                         |
| 1955        | ф  | Впереди — переправы                 | Many Rivers to Cross                   | Лайдж Блейк                                    |
| 1955        | ф  | Алый жакет                          | The Scarlet Coat                       | Питер Андре                                    |
| 1955        | с  | Видеотеатр «Люкс»                   | Lux Video Theatre                      | Меллинг (1 эпизод)                             |
| 1955        | с  | Порт                                | Waterfront                             | разные роли (3 эпизода)                        |
| 1955        | с  | Миллионер                           | The Millionaire                        | Уилбур Т. Джерролд (1 эпизод)                  |
| 1955        | с  | Кингс Роу                           | Kings Row                              | Кевин Монахан (2 эпизода)                      |
| 1955        | с  | Приключения Эллери Куина            | The Adventures of Ellery Queen         | Джексон (1 эпизод)                             |
| 1955        | с  | Человек со значком                  | The Man Behind the Badge               | Джонсон (1 эпизод)                             |
| 1955—1956   | с  | Звёздная сцена                      | Star Stage                             | (2 эпизода)                                    |
| 1956        | ф  | Босс                                | The Boss                               | Стэнли Миллард                                 |
| 1956        | ф  | Десперадо в городе                  | The Desperados Are in Town             | Джад Коллинз                                   |
| 1956        | ф  | Самое быстрое оружие                | The Fastest Gun Alive                  | Брайан Тиббс                                   |
| 1956        | ф  | Могавк                              | Mohawk                                 | Клем Джонс                                     |
| 1956        | ф  | Ночной кошмар                       | Nightmare                              | помощник шерифа Торренс                        |
| 1956        | с  | Приключения Эллери Куина            | The Adventures of Ellery Queen         | доктор Гилби (1 эпизод)                        |
| 1956        | с  | Письмо к Лоретте                    | Letter to Loretta                      | профессор Грин (1 эпизод)                      |
| 1956        | с  | Кульминация                         | Climax!                                | лейтенант Джеймисон (1 эпизод)                 |
| 1956        | с  | Перекрёстки                         | Crossroads                             | мистер Шэмли (1 эпизод)                        |
| 1956        | с  | «Ридерс дайджест» на ТВ             | TV Reader's Digest                     | разные роли (2 эпизода)                        |
| 1957        | ф  | Округ Рэйнтри                       | Raintree County                        | Эзра Грей                                      |
| 1957        | ф  | Беспокойная порода                  | The Restless Breed                     | священник Симмонс                              |
| 1957        | с  | Альфред Хичкок представляет         | Alfred Hitchcock Presents              | мистер Саммерс (1 эпизод)                      |
| 1957        | с  | Кодекс 3                            | Code 3                                 | сержант Эд Тетчер (1 эпизод)                   |
| 1958        | ф  | Веселый Эндрю                       | Merry Andrew                           | констебль                                      |
| 1958        | с  | Перри Мейсон                        | Perry Mason                            | Руфус Вернер (1 эпизод)                        |
| 1958        | с  | Шоу Донны Рид                       | The Donna Reed Show                    | дядя Фредрик «Фред» Джонатан Саттон (1 эпизод) |
| 1958 —1962  | с  | Караван повозок                     | Wagon Train                            | разные роли (2 эпизода)                        |
| 1959        | с  | Филип Марлоу                        | Philip Marlowe                         | Хэнк Оверстрит (1 эпизод)                      |
| 1959        | с  | Борцы с проблемами                  | Troubleshooters                        | Джон Баттери (1 эпизод)                        |
| 1959        | с  | Преследование                       | Trackdown                              | Джедидия (1 эпизод)                            |
| 1959        | с  | Шоу Дэвида Найвена                  | The David Niven Show                   | Папа Уорчек (1 эпизод)                         |
| 1959        | с  | Речная лодка                        | Riverboat                              | Джошуа Крэгг (1 эпизод)                        |
| 1959— 1960  | с  | Стрелок                             | The Rifleman                           | разные роли (6 эпизодов)                       |
| 1960        | ф  | Полуночное кружево                  | Midnight Lace                          | Виктор Эллиотт                                 |
| 1960        | тф | Весёлый час                         | Joyful Hour                            | Финес                                          |
| 1960        | с  | Диснейленд                          | Disneyland                             | профессор Калпин (2 эпизода)                   |
| 1960        | с  | Мэверик                             | Maverick                               | Монтагю Монтгомери (1 эпизод)                  |
| 1960        | с  | Истории Уэллс-Фарго                 | Tales of Wells Fargo                   | Джим Кук (1 эпизод)                            |
| 1960        | с  | Питер Ганн                          | Peter Gunn                             | Элмо Барнс (1 эпизод)                          |
| 1960        | с  | «Вестингауз» — Театр Десилю         | Westinghouse Desilu Playhouse          | Торфи (1 эпизод)                               |
| 1960        | с  | Бэт Мастерсон                       | Bat Masterson                          | Мэлэчи Броуди (1 эпизод)                       |
| 1960        | с  | Приключения в раю                   | Adventures in Paradise                 | Огден Бартоломэй (1 эпизод)                    |
| 1960        | с  | Бонанза                             | Bonanza                                | Энди Маккарен (1 эпизод)                       |
| 1960        | с  | Шоу «Дюпон»                         | The DuPont Show with June Allyson      | доктор Мэйнард Расселл (1 эпизод)              |
| 1960        | с  | Лучшее от «Пост»                    | The Best of the Post                   | Бен (1 эпизод)                                 |
| 1960—1961   | с  | Разыскивается живым или мёртвым     | Wanted: Dead or Alive                  | разные роли (2 эпизода)                        |
| 1961        | с  | Вне закона                          | Outlaws                                | Адам Пинкэм (1 эпизод)                         |
| 1961— 1962  | с  | Закон и мистер Джонс                | The Law and Mr. Jones                  | разные роли (3 эпизода)                        |
| 1962        | с  | Семья Маккой                        | The Real McCoys                        | судья Ройтер (1 эпизод)                        |
| 1963        | с  | Доктор Килдэр                       | Dr. Kildare                            | доктор Честер Уэйн (1 эпизод)                  |
| 1963        | с  | Темпл Хьюстон                       | Temple Houston                         | судья Карри (1 эпизод)                         |
| 1963        | с  | Шоу Ллойда Бриджеса                 | The Lloyd Bridges Show                 | Фред (1 эпизод)                                |
| 1964        | с  | Вертикальный взлёт                  | 12 O'Clock High                        | разные роли (2 эпизода)                        |
| 1964        | с  | Сансет-Стрип, 77                    | 77 Sunset Strip                        | дядя Молнар (1 эпизод)                         |
| 1965        | ф  | Сыновья Кэти Элдер                  | The Sons of Katie Elder                | Чарли Страйкер                                 |
| 1965        | с  | Профили отваги                      | Profiles in Courage                    | Уильям Хатчинсон (1 эпизод)                    |
| 1966        | ф  | Парень по кличке Флинт              | Our Man Flint                          | доктор Крупов                                  |
| 1966        | тф | Бригадун                            | Brigadoon                              | Эндрю Макларен                                 |
| 1966        | с  | ФБР                                 | The F.B.I.                             | разные роли (2 эпизода)                        |
| 1966        | с  | Дикий дикий запад                   | The Wild Wild West                     | доктор Тристрам (1 эпизод)                     |
| 1967        | с  | Миссия невыполнима                  | Mission: Impossible                    | премьер-министр Ференс Лариа (1 эпизод)        |
| 1967        | с  | Захватчики                          | The Invaders                           | профессор Хеллман (1 эпизод)                   |
| 1967        | с  | Шоу Энди Гриффита                   | The Andy Griffith Show                 | судья Крэнстон (1 эпизод)                      |
| 1969        | с  | Менникс                             | Mannix                                 | доктор (1 эпизод)                              |
| 1969        | с  | А вот и невесты                     | Here Come the Brides                   | епископ Ньюкирк (1 эпизод)                     |
| 1970        | ф  | Надувательство                      | Skullduggery                           | судья Дрейпер                                  |